# Tempestade tropical Eliakim
A Tempestade tropical severa Eliakim foi um ciclone tropical que afetou Madagascar e matou 21 pessoas em 2018. A sétima depressão tropical, sexta tempestade tropical da Temporada de ciclones no Índico Sudoeste de 2017-2018 e quarto ciclone tropical em 2018 para impactar Madagáscar, Eliakim foi notado pela primeira vez como uma área de convecção atmosférica sul-sudoeste de Diego Garcia em 9 de março. As condições de desenvolvimento eram favoráveis em sua vizinhança e, em 14 de março, tanto o Joint Typhoon Warning Center (JTWC) quanto o Météo-France La Réunion (MFR) começaram a emitir alertas sobre o sistema, com o MFR designando-o como Distúrbio Tropical 7 e o JTWC dando a designação 14S. No dia seguinte, MFR atualizou o sistema para uma tempestade tropical moderada, atribuindo-lhe o nome de Eliakim. Eliakim se intensificou ainda mais em uma tempestade tropical severa em 15 de março, com o JTWC atualizando-o para um ciclone equivalente de Categoria 1 na escala Saffir-Simpson em 16 de março. Eliakim atingiu Masoala às 07:00 UTC, após o que o MFR estimou ventos sustentados máximos de 10 minutos de 110 km/h (68 mph) dentro do sistema. Eliakim enfraqueceu em uma tempestade tropical moderada antes de virar abruptamente para o sul e ressurgir sobre a água em 17 de março. Apesar das condições desfavoráveis, Eliakim se intensificou em uma tempestade tropical severa em 19 de março, antes de ser rebaixada para uma tempestade tropical moderada 6 horas depois. Eliakim fez a transição para um ciclone pós-tropical em 20 de março, quando se afastou de Madagáscar, com o MFR rastreando o sistema pela última vez em 22 de março.
As bandas externas da tempestade atingiram Madagáscar pela primeira vez em 15 de março e, em 16 de março, Eliakim atingiu Madagáscar. Milhares de pessoas foram evacuadas em áreas vulneráveis, acompanhadas de avisos de fortes chuvas e ventos fortes. Inundações e chuvas fortes foram observadas em várias regiões, com um máximo de 388 mm (15.3 in) de chuva sendo registada na Ilha Sainte-Marie. Eliakim causou 21 mortes em Madagáscar, afetou outras 60.000 e deslocou 19.439 pessoas. As estruturas também foram afetadas, com 17.228 casas, 15 estradas, 27 unidades de saúde e 1.118 salas de aula danificadas. As obras de reabilitação no país foram estimadas em 10 mil milhões de ariarios malgaxes (US$ 3,21 milhões). Outros países também sofreram impactos, com a Reunião recebendo ondas de 5 a 5–6 m (16–20 ft) a 20 e partes do Quénia sofrendo inundações.

## História meteorológica
Em 9 de março às 10:30 UTC, o Joint Typhoon Warning Center (JTWC) começou a monitorar uma área de convecção atmosférica localizada a aproximadamente 335 nmi (620 km; 386 mi) sul-sudoeste de Diego Garcia, avaliando seu potencial de desenvolvimento no dia seguinte como baixo. A convecção foi desorganizada e as condições foram marginalmente favoráveis devido a um ambiente de nível superior benéfico e forte cisalhamento do vento a 25–30 kn (46–56 km/h; 29–35 mph), com temperaturas da superfície do mar na área atingindo 28–29 °C (82–84 °F). A Météo-France La Réunion (MFR) começou a monitorar a área no dia seguinte às 12:00 UTC, avaliando seu risco de se transformar em um ciclone tropical nos próximos 5 dias como moderado. Em 11 de março, o MFR elevou ainda mais o risco do sistema de se transformar em um ciclone tropical nos próximos 5 dias para alto. Uma passagem de scatterômetro avançada em 12 de março às 06:05 UTC mostrou uma circulação de baixo nível alongada, e às 18:00 UTC, o JTWC elevou o potencial de desenvolvimento do sistema no dia seguinte para médio, à medida que o cisalhamento do vento diminuiu para 15–20 kn (28–37 km/h; 17–23 mph). Em 14 de março às 00:00 UTC, MFR atualizou o sistema para uma perturbação tropical, designando-o como perturbação tropical 7. O JTWC avaliou que havia se desenvolvido em uma depressão tropical ao mesmo tempo, dando-lhe a designação 14S. O cisalhamento do vento diminuiu ainda mais para 10–15 kn (19–28 km/h; 12–17 mph), e como o sistema continuou a se consolidar e organizar, MFR elevou 7 para uma depressão tropical em 14 de março às 12:00 UTC, embora a estrutura interna do sistema permanecesse ampla.
Às 18:00 UTC, com o aumento da atividade convectiva, MFR elevou 7 a uma tempestade tropical moderada, atribuindo-lhe o nome de Eliakim. Em 15 de março às 00:00 UTC, o JTWC também atualizou Eliakim para uma tempestade tropical. Às 06:00 UTC, MFR elevou Eliakim para uma tempestade tropical severa, pois seu centro estava cercado por forte convecção, a mais intensa das quais localizada na porção noroeste da tempestade. Os topos das nuvens aqueceram ligeiramente e as bandas de convecção se apertaram na circulação nas próximas horas, com um fluxo radial favorável negando os efeitos do cisalhamento vertical moderado do vento. Um olho bem definido apareceu em imagens de micro-ondas em 16 de março aproximadamente às 02:00 UTC, embora fosse grande e irregular. Eliakim continuou em condições ambientais favoráveis, e às 06:00 UTC, o JTWC atualizou Eliakim para um ciclone equivalente de Categoria 1 na escala Saffir-Simpson, estimando ventos sustentados máximos de 1 minuto de 65 kn (120 km/h; 75 mph). Às 07:00 UTC, Eliakim chegou à Península de Masoala. A MFR avaliou que Eliakim atingiu o pico de intensidade às 12:00 UTC, estimando ventos sustentados máximos de 10 minutos de 60 kn (110 km/h; 69 mph) e uma pressão barométrica mínima de 980 hPa (29 inHg), com o JTWC rebaixando-o para uma tempestade tropical ao mesmo tempo. O movimento de Eliakim diminuiu devido ao terreno elevado sobre a área e tornou-se quase estacionário, com bandas convectivas profundas enfraquecendo e colapsando à medida que o sistema continuava no interior. Eliakim passou pela baía de Antongil antes de se mover ligeiramente para o norte depois de voltar para o interior. Seus topos de nuvens experimentaram um aquecimento significativo, embora a estrutura interna do sistema não tenha sido afetada. A convecção perto do centro do sistema tornou-se relativamente rasa, embora as condições tenham permanecido favoráveis apesar de ainda estar no interior, com baixo cisalhamento vertical do vento e canais de escoamento favoráveis.

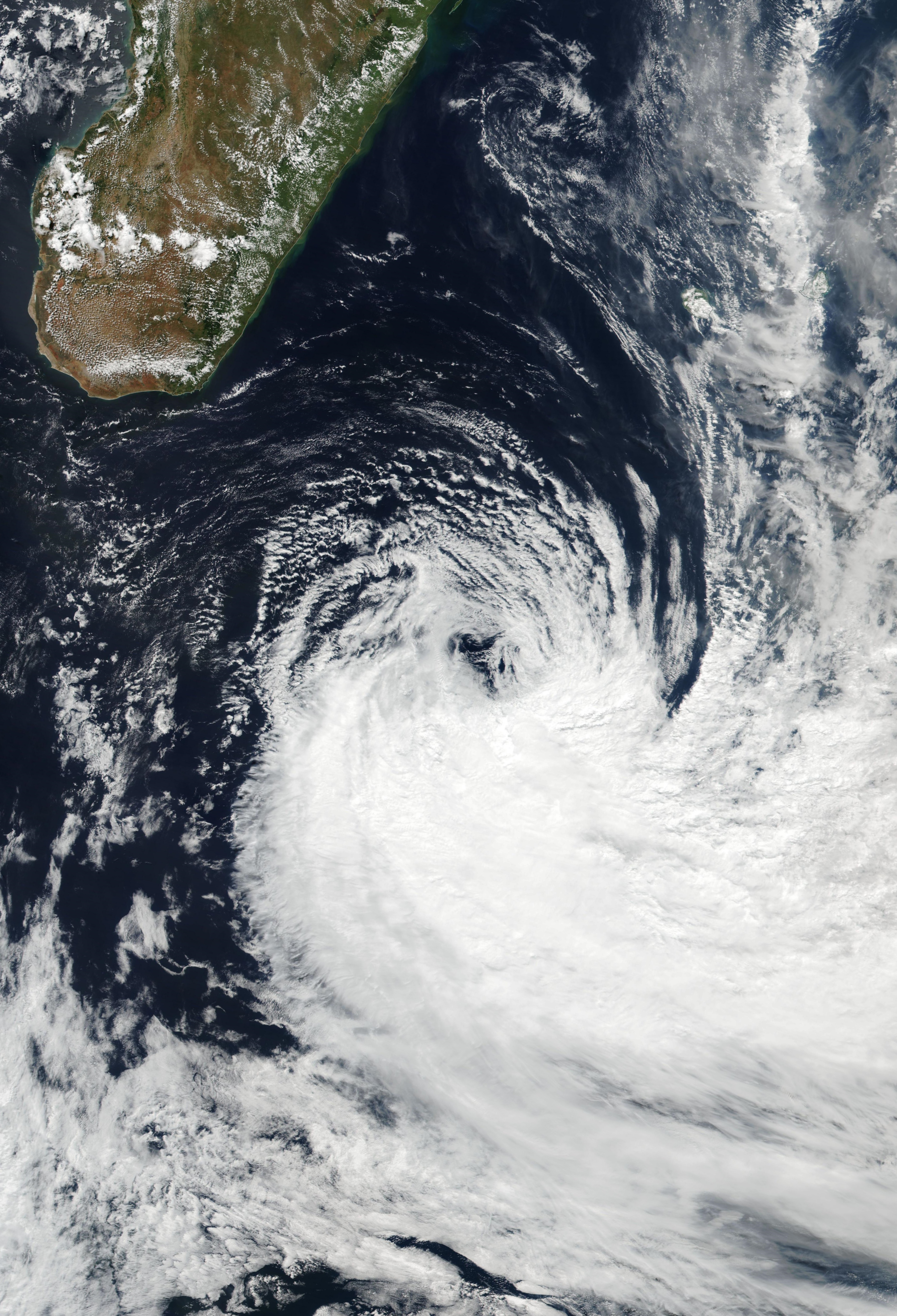
Eliakim como um ciclone pós-tropical em 20 de março

Em 17 de março às 00:00 UTC, MFR rebaixou Eliakim para o equivalente a uma tempestade tropical moderada, embora tenha sido classificada como uma depressão terrestre pela MFR. Às 12:00 UTC, Eliakim virou abruptamente para o sul enquanto a convecção continuava a diminuir perto do centro. O movimento da tempestade acelerou lentamente à medida que a interação da terra impactou severamente sua estrutura, e às 21:00 UTC, Eliakim ressurgiu sobre a água, rastreando condições favoráveis para um maior desenvolvimento. As temperaturas da superfície do mar na área estavam em 28–29 °C (82–84 °F). O sistema se organizou lentamente no dia seguinte à medida que sua estrutura convectiva começou a melhorar; no entanto, sua interação com a terra ainda impediu a intensificação convectiva. As condições gradualmente se tornaram desfavoráveis para intensificação à medida que a circulação se tornava parcialmente exposta, topos de nuvens aquecidos, convecção se afastando do centro, e cisalhamento do vento aumentado para 25 kn (46 km/h; 29 mph). Apesar disso, a atividade convectiva continuou, e em 19 de março às 18:00 UTC, MFR elevou Eliakim para uma tempestade tropical severa. No entanto, a atividade convectiva começou a diminuir e se aproximar do centro da tempestade, e 6 horas depois, em 20 de março às 00:00 UTC, MFR rebaixou Eliakim para uma tempestade tropical moderada. As condições continuaram a piorar quando as temperaturas da superfície do mar caíram para 25 °C (77 °F), e às 06:00 UTC, o MFR avaliou que Eliakim transitou para uma depressão pós-tropical, pois os dados avançados do scatterometer mostraram uma circulação alongada, com a chuva também cessando no lado norte da tempestade. Ao mesmo tempo, o JTWC avaliou que Eliakim fez a transição para um ciclone subtropical. Em 22 de março, às 12:00 UTC, o MFR avaliou que havia transitado para um ciclone extratropical e, 6 horas depois, às 18:00 UTC, o MFR parou de rastrear o sistema.

## Preparativos e impacto

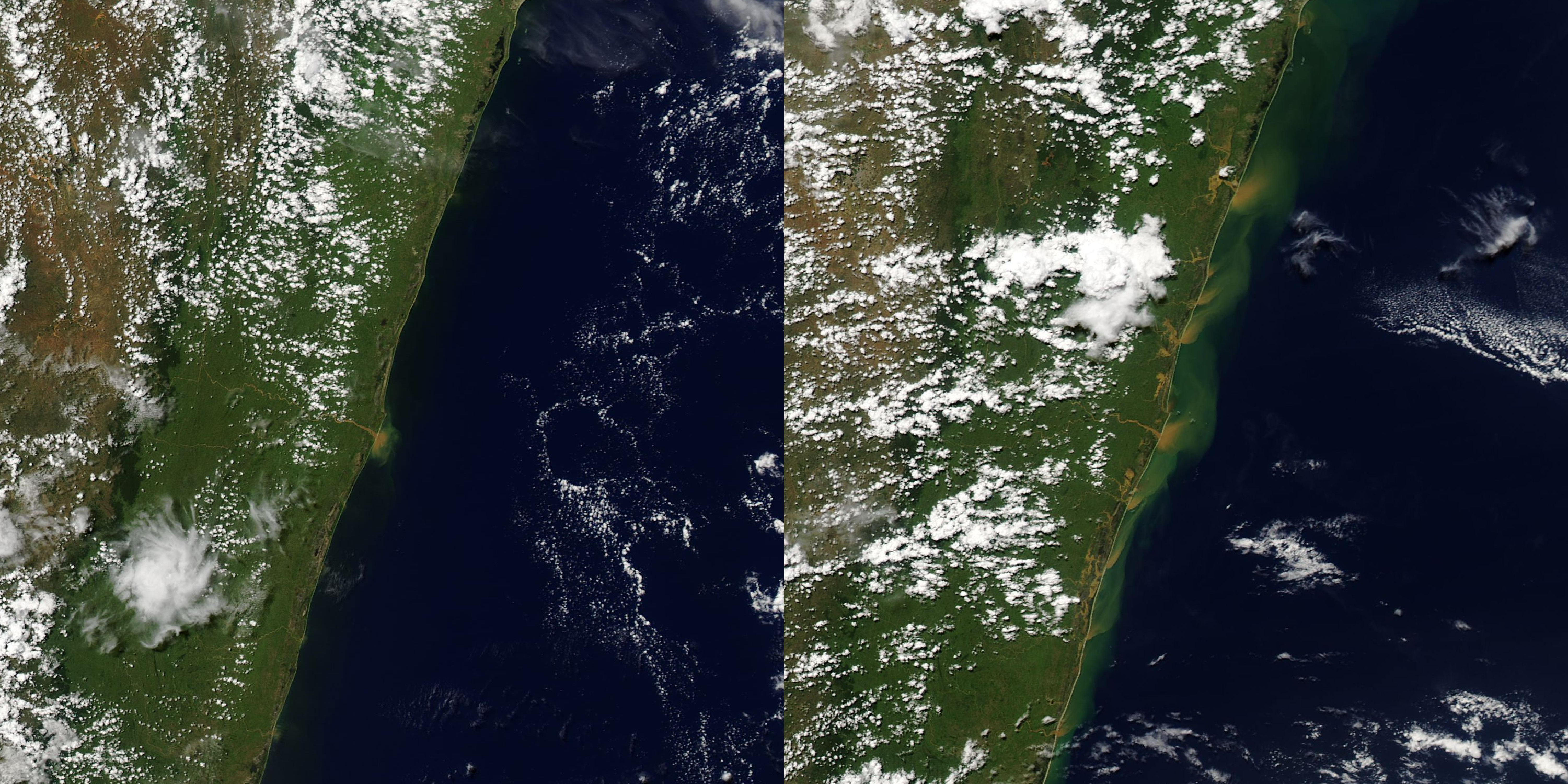
Comparação de duas imagens de satélite tiradas em 24 de fevereiro e 19 de março. A imagem à direita mostra inundações e lama saindo dos rios nas regiões de Atsinanana e Vatovavy.

### Madagáscar
Em 15 de março, Météo Madagascar emitiu um alerta vermelho para áreas nas partes centro-leste e norte de Madagáscar devido a fortes chuvas e ventos fortes, também emitindo alertas de ciclone amarelos para as regiões de Alaotra-Mangoro, Analanjirofo, Atsinanana, Diana, Sava, Sofia, e o distrito de Tsaratanana. Quatro equipas foram enviadas pelo Bureau National de Gestion des Risques et Catastrophes para Antalaha, Île Sainte-Marie, Maroantsetra e Soanierana Ivongo no mesmo dia. O Serviço de Gestão de Emergências do Programa Copernicus foi ativado em 16 de março, com alertas de ciclones vermelhos emitidos pelo Météo Madagascar para as regiões de Alaotra-Mangoro, Analanjirofo, Atsinanana, Sava, e os distritos de Bealanana, Befandriana-Nord, e Mandritsara. Alertas vermelhos também foram emitidos pela agência para as partes norte e centro-leste de Madagáscar devido a fortes chuvas e ventos fortes. No mesmo dia, centenas de pessoas no nordeste de Madagáscar foram evacuadas, com 800 pessoas em Sambava sendo deslocadas. Em 18 de março, entre 2.500 e 6.000 pessoas foram evacuadas. Às 13:00 UTC (16:00 EAT ), um alerta vermelho foi emitido para a região de Vatovavy-Fitovinany devido a fortes chuvas acompanhadas de ventos ocasionais com força de vendaval. À medida que Eliakim se afastou do país, alertas azuis também foram emitidos para as regiões de Amoron'i Mania, Analamanga, Betsiboka, Boeny, Bongolava, Diana, Haute Matsiatra, Itasy, Sava, Sofia e Vakinankaratra. As autoridades alertaram para deslizamentos de terra e inundações em várias regiões, desaconselhando também as viagens marítimas. Em 19 de março, um alerta vermelho foi emitido pelo Météo Madagáscar para o sudeste de Madagáscar devido a ventos fortes.
As bandas externas de Eliakim chegaram ao nordeste de Madagascar em 15 de março. Partes do distrito de Ambatondrazaka foram parcialmente inundadas, o que provocou evacuações. Observações de superfície em Antalaha registraram ventos sustentados de 60 kn (110 km/h; 69 mph) em 16 de março às 12:00 UTC. Em 17 de março, a Air Madagascar cancelou seis voos devido ao mau tempo. Até 18 de março, inundações severas foram observadas em Maroantsera, com inundações menos severas sendo observadas em Ambilobe e Mandritsara. Às 06:00 UTC (09:00 EAT), foi emitido um alerta vermelho para o Rio Matitanana devido aos níveis de água atingirem 6.3 m (21 ft), ultrapassando o nível de alerta de 5 m (16 ft). As fortes chuvas nas áreas do norte do país terminaram depois de 48 horas no mesmo dia. 388 mm (15.3 in) de chuva foi registado em Île Sainte-Marie, 356 mm (14.0 in) em Nosy Be, 319 mm (12.6 in) em Mananjary e 206 mm (8.1 in) em Mahanoro. Para ajudar na avaliação dos danos, uma equipe interinstitucional sobrevoou as áreas afetadas nos dias 19 e 26 de março. O acesso às áreas mais severamente afetadas foi dificultado devido aos danos nas estradas, com as inundações também isolando várias aldeias. Os efeitos imediatos de Eliakim cessaram em 20 de março, quando se afastou de Madagáscar; os níveis de água no rio Matitanana subiram ainda mais para 7 m (23 ft). No mesmo dia, o presidente malgaxe Hery Rajaonarimampianina visitou o distrito de Ambilobe para prestar socorro e assistência. Inundações moderadas foram registadas em Brickaville e Nosy Be, juntamente com danos causados pelo vento nos distritos de Antalaha e Mananara Avaratra. 21 pessoas morreram, 19.439 pessoas ficaram deslocadas, 60.000 pessoas foram afetadas e centenas de feridos foram relatados. 15 estradas foram danificadas, juntamente com 27 unidades de saúde, o que interrompeu a assistência médica de 50.000 pessoas. As obras de reabilitação foram estimadas em 10 mil milhões de ariary malgaxe ( US$ 3,21 milhões) em custo. 17.228 casas foram danificadas, e 43.000 pessoas ficaram sem acesso à água potável. 1.118 salas de aula foram danificadas, o que, juntamente com a perda de material escolar, afetou 54.000 alunos. Fortes inundações foram registadas principalmente nas regiões de Alaotra-Mangoro, Analanjirofo, Atsinanana, Sava e Sofia, com a principal época de colheita de maio a junho apresentando produtividade reduzida devido às inundações. Usando dados de satélite, um estudo estimou que 26% dos campos de arroz e 67% das fazendas com outras culturas foram inundados; as plantações de cravo também foram danificadas em Analanjirofo. As comunicações foram interrompidas em algumas partes do nordeste e leste de Madagascar. Os deslizamentos de terra foram gerados por chuvas em solo saturado, com pelo menos seis deslizamentos de terra sendo relatados na Route nationale 2, mais cinco ocorridos entre Ranomafana e Marolambo, e vários outros na Route nationale 5, o Route nationale 31, e Route nationale 32.

### Em outro lugar
Em 17 de março, 430 bombeiros foram mobilizados na Reunião para ajudar nos resgates. Um alerta laranja foi emitido pela MFR para a porção sudoeste da Reunião devido a ventos fortes em 19 de março. Ondas atingindo 5–6 m (16–20 ft) afetou a ilha, impactando estradas costeiras e forçando o fechamento de pistas próximas à costa. Várias áreas registaram rajadas acima de 100 km/h (62 mph), com Maïdo registando 151 km/h (94 mph) e Colimaçons registando 110 km/h (68 mph). Takamaka registou precipitação de 756 mm (29.8 in) acumulado ao longo de 6 dias, com  Grand Ilet gravando 350 mm (14 in) de chuva em um dia e Hauts de Ste-Rose registando 228.8 mm (9.01 in) de chuva dentro de 3 horas.
Dentro de 6 horas em Mayotte, 67.2 mm (2.65 in) de chuva foi registado em Mzouazia, 37.2 mm (1.46 in) em Pamandzi, 23 mm (0.91 in) em Dembeni e 21.5 mm (0.85 in) em Coconi. Eliakim causou deslizamentos de terra em 18 de março; afetou os eleitores durante uma eleição em curso.
O aumento das chuvas sobre o Quênia associado a Eliakim causou inundações em áreas vulneráveis.
A Ilha Tromelin registou ventos sustentados de 10 minutos de 45 kn (83 km/h; 52 mph) em 15 de março.
Bandas de nuvens sob a influência de Eliakim trouxeram céus nublados às Maurícias.